# バッティカロア空港
バッティカロア空港（バッティカロアくうこう、シンハラ語: මඩකලපුව ගුවන්තොටුපළ、タミル語: மட்டக்களப்பு விமான நிலையம்、英語: Batticaloa Airport）はスリランカ東部州バッティカロア県バッティカロアに位置する空港である。

## 概要
バッティカロア県の県都バッティカロアを担当する空港であり、バッティカロア市から南西に1.7km程の距離にある。
軍民共用空港であり、バッティカロア空港にはスリランカ空軍のバッティカロア空軍基地が置かれている。

## 歴史
バッティカロア飛行場は当初1958年11月に開設されたが、すぐに閉鎖された。そして、1983年3月27日にバッティカロア空軍基地として同じ場所に再度開設された。民間空港としての建設が始まったのは2012年である。

## 就航路線
| 航空会社       | 就航地                               |
| -------------- | ------------------------------------ |
| フィッツ・エア | ラトゥマラナ空港                     |
| ヘリツアーズ   | ラトゥマラナ空港                     |
| シナモン・エア | バンダラナイケ国際空港、シギリヤ空港 |